# Agnes Baden-Powell

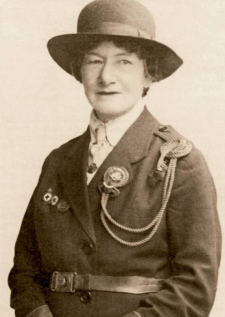
Agnes Baden-Powell w mundurze skautowym

Agnes Smyth Baden-Powell (ur. 16 grudnia 1858, zm. 2 czerwca 1945) – siostra Roberta Baden-Powella, jako pierwsza kobieta organizowała skauting wśród dziewcząt. W 1906 utworzyła w Anglii żeńskie drużyny przewodniczek-skautek i wydała dla nich podręcznik.
- Agnes Baden-Powell „Dziewczęta Przewodniczki” (Londyn 1912)